# Blanc-chloormethylering
De Blanc-chloormethylering is een chemische reactie, genoemd naar de Franse scheikundige Gustave Louis Blanc, waarbij een aromatische verbinding reageert met formaldehyde en waterstofchloride. De reactie wordt gekatalyseerd door zinkchloride en vormt uiteindelijk een aromatische chloormethylverbinding.